# Илија Катић
Илија Катић (20. јул 1945) бивши је југословенски и српски фудбалер.

## Каријера
Фудбалску каријеру је почео у матичном клубу ФК Младост Хасићи. Године 1962. прелази у Борац из Шамца, где је провео две сезоне. За Осијек је потписао 1964. године, тада се звао НК Славонија и играо у југословенској другој лиги. Године 1967. прешао је у београдског великана ФК Партизан где је остао до 1973. године и у то време постао репрезентативац.
У иностранство одлази 1973. године, прешао је у швајцарски Цирих где је играо наредне три сезоне. Освојио је са екипом из Цирихa три титуле првака и један куп, једном био најбољи стрелац швајцарске лиге, а био је проглашен у два наврата и за најбољег страног играча у Швајцарској. Као признање за огроман допринос клубу и граду, Катић је проглашен почасним грађанином града Цириха и добио је кључеве града.
Играо је једну сезону у Шпанији, за тадашњег члана Ла лиге Бургос ЦФ. Касније се вратио у Швајцарску и играо у Нојшател Ксамаксу и за Шо де Фон. Каријеру је завршио у Лихтенштајну и постао тренер.

## Репрезентација
У дресу репрезентације Југославије одиграо је четири утакмице. Дебитовао је 19. децембра 1968. против Бразила, а последњи меч за националну селекцију је одиграо 30. априла 1969. против Шпаније. Као репрезентативац Југославије, освојио је златну медаљу на Медитеранским играма у Измиру 1971. године.

## Успеси
- Цирих
  - Првенство Швајцарске: 1973/74, 1974/75, 1975/76.
  - Куп Швајцарске: 1975/76.

- Индивидуални
  - Најбољи страни играч у Швајцарској: 1975, 1976.
  - Најбољи стрелац првенства Швајцарске: 1974/75 (23 гола).